# الورم الحليمي الحرشفي
الورم الحليمي ذو الخلايا الحرشفية هو ورم حليمي حميد بشكل عام ينشأ من الظهارة الحرشفية الطبقية للجلد أو الشفة أو تجويف الفم أو اللسان أو البلعوم أو الحنجرة أو المريء أو عنق الرحم أو المهبل أو القناة الشرجية.     ترتبط الأورام الحليمية الحرشفية عادةً بفيروس الورم الحليمي البشري (HPV)، في حين أن السبب غير معروف في بعض الأحيان.      

## أنواع

### الورم الحليمي الحرشفي الفموي
يتم تشخيص الورم الحليمي للخلايا الحرشفية في الفم أو الحلق عمومًا لدى الأشخاص الذين تتراوح أعمارهم بين 30 و50 عامًا، ويوجد عادة في داخل الخد أو على اللسان أو داخل الشفاه. عادةً ما تكون الأورام الحليمية الفموية غير مؤلمة، ولا تعالج إلا إذا كانت تتداخل مع الأكل أو تسبب الألم. وهي لا تتحول بشكل عام إلى نمو سرطاني، كما أنها لا تنمو أو تنتشر بشكل طبيعي. عادةً ما تكون الأورام الحليمية الفموية نتيجة للإصابة بأنواع فيروس الورم الحليمي البشري-6 وفيروس الورم الحليمي البشري-11

### الورم الحليمي الحرشفية للملتحمة
يوجد عادة عند الأطفال أو الشباب، ويكون السبب الشائع للورم الحليمي الحرشفية الملتحمة أثناء الولادة، عندما تنقل الأم الفيروس إلى طفلها

## تشخيص
يظهر على شكل كتلة خارجية مكونة من مظهر القرنبيط. قد تكون الآفة بيضاء، أو حمراء، أو طبيعية اللون. تظهر على شكل كتلة غير ثابتة أو متفرعة. يظهر الفحص النسيجي عادةً نتوءات حليمية و/أو خلل تنسج. 

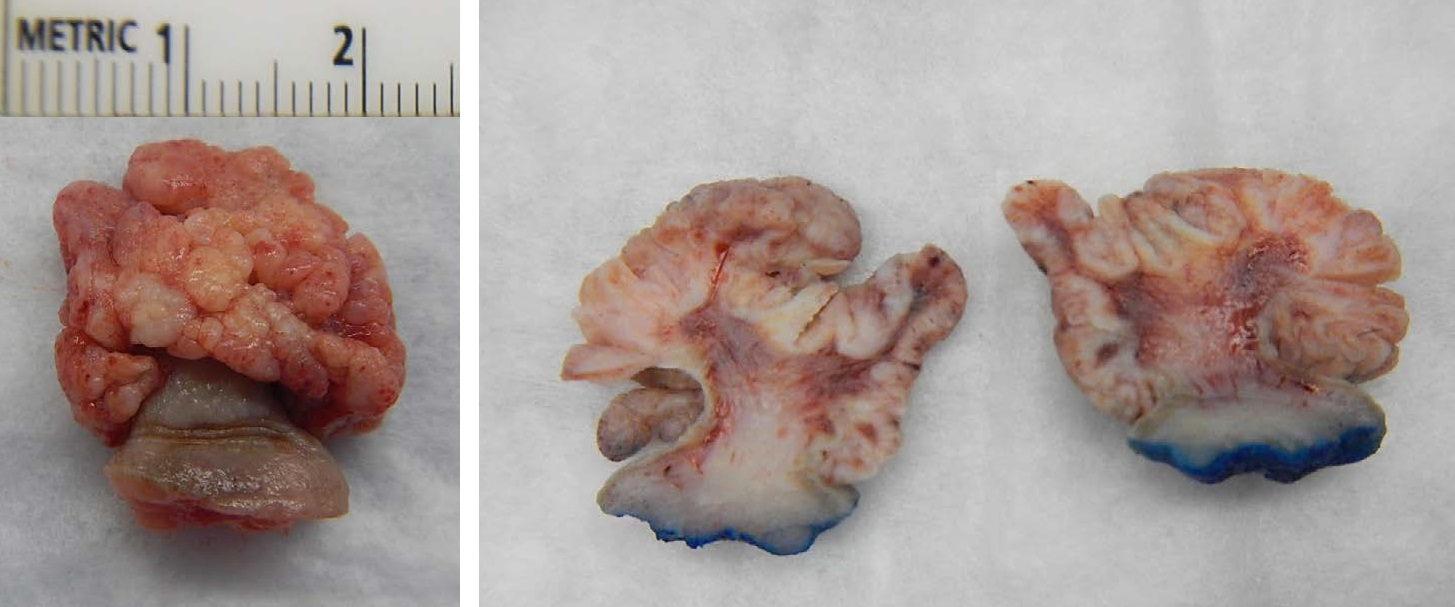
عينه كبيرة من ورم حليمي ذو الخلايا الحرشفية الكبيرة

## علاج
في حين أن معظم الحالات لا تتطلب أي علاج، فإن خيارات العلاج تشمل العلاج بالتبريد، وتطبيق مركب حمض الساليسيليك الموضعي، والاستئصال الجراحي، والاستئصال بالليزر.  